# Francuska Partia Ludowa

Flaga PPF

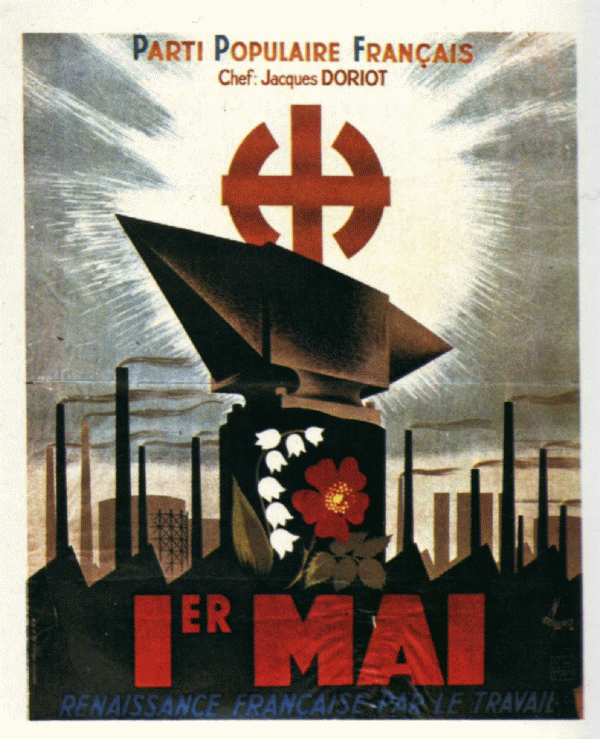
Plakat propagandowy PPF

Francuska Partia Ludowa (fr. Parti Populaire Français, PPF) – francuskie skrajnie prawicowe i faszystowskie ugrupowanie polityczne działające w latach 1936–1944.

## Okres przedwojenny
Francuska Partia Ludowa została założona 28 czerwca 1936 r. z inicjatywy Jacques’a Doriota, byłego członka Komitetu Centralnego Francuskiej Partii Komunistycznej i kilku innych komunistów, jak Henri Barbé, czy Paul Marion. Doriot 16 maja 1934 r. został wykluczony z FPK za socjaldemokratyczne odstępstwa. Przez kolejne 2 lata występował jako „komunista niezależny”. W początkowym okresie wpływy polityczne Francuskiej Partii Ludowej ograniczały się do rejonu Saint-Denis, gdzie Doriot pełnił funkcję burmistrza w latach 1930–1934, jednak szybko ogarnęły całą Francję. Większość jej członków stanowili robotnicy. Partia miała swoje bojówki pod nazwą Service d’Ordre. Oficjalnym strojem partyjnym były błękitne koszule, ciemnoniebieskie spodnie, berety i opaski z symbolem partii, czyli krzyżem celtyckim na niebieskim tle.
W początkowym, robotniczym, okresie działalności PPF głosiła hasła populistycznie ekonomiczne i antykapitalistyczne. Jej program był też nie tyle antykomunistyczny, co antystalinowski oraz patriotyczny; jej przywódcy demaskowali agenturalność i finansowanie francuskich komunistów przez ZSRR. Doriot twierdził, że dwa największe niebezpieczeństwa grożące Francji to konserwatyzm społeczny i ingerowanie z zagranicy w jej wewnętrzne sprawy. PPF demaskowała parlamentaryzm, opowiadała się za ograniczeniem francuskiej demokracji i przeformowaniem społeczeństwa według własnych, autorytarnych życzeń. Gwałtownie występowała przeciw zarówno komunizmowi, jak liberalizmowi, a także chciała uwolnić Francję od masonerii. Była krytyczna wobec racjonalizmu i pragnęła zwrócenia się w kierunku polityki dyktowanej bardziej emocją i życzeniem niż racją. Ponadto PPF była antysemicka, chociaż niejednoznacznie. Przedstawiała negatywny wizerunek Żyda w swojej literaturze (teoria żydo-masońsko-bolszewickiego spisku), ale z drugiej strony Żyd, Alexandre Abremski, był członkiem jej Politbiura do jego śmierci w 1938 r. Jednocześnie PPF zaadaptowała wiele elementów faszystowskiej polityki, wizerunku i ideologii i szybko stała się popularna wśród konserwatywnych nacjonalistów. Przed wybuchem wojny oficjalnie nie deklarowała się jednak jako faszystowska, tylko ludowa i antykomunistyczna.
W 1937 r. przybliżyła się do prawicy, kiedy Doriot stracił robotnicze poparcie w wyborach na burmistrza Saint-Denis. Partia otrzymała wówczas finansowe wsparcie od prawicowych przemysłowców i finansistów, jak Gabriel Leroy-Ladurie, dyrektor Banku Worms. Dzięki temu nabyto kilka gazet, a wśród nich „La Liberté”, które stało się oficjalnym organem prasowym partii. W kwietniu tego roku Doriot wystąpił do wszystkich antykomunistycznych partii, głównie jednak do Parti Social Français płk. François de La Rocque’a, z propozycją utworzenia sojuszu skierowanego przeciw rządom Frontu Ludowego pod nazwą Front Wolności (Front de la Liberté). Wysunął przy tym 2 warunki: „obrona wolności pracy, myśli, prasy, zebrań i handlu” oraz „absolutne respektowanie instytucji republikańskich”. Akces do Frontu Wolności ostatecznie zgłosiły: Republikańska Partia Narodowa i Społeczna Pierre’a Taittingera, Federacja Republikańska i b. wódz Solidarności Francuskiej, Jean Renaud.
Od 1937 r. rozpoczęły się kontakty PPF początkowo z faszystami włoskimi Benito Mussoliniego, a następnie niemieckimi nazistami Adolfa Hitlera. Uzyskano od nich nowe fundusze. W jej programie zaczęto coraz bardziej akcentować korporacjonizm oraz zbliżenie z Włochami i Niemcami w wielkim sojuszu przeciw ZSRR. W 1938 r. nastąpił kryzys partii, spowodowany ujawnieniem faktu subwencjonowania jej przez Włochy, przez co wystąpił z niej dotychczasowy skarbnik Pierre Pucheu, a po ugodzie monachijskiej, zerwali z PPF intelektualiści: Betrand de Jouvenel, Alfred Fabre-Luce, Pierre Drieu la Rochelle i Paul Marion. Po zawarciu paktu Ribbentrop-Mołotow w 1939 r., Doriot domagał się rozwiązania Francuskiej Partii Komunistycznej jako „partii zdrajców” i uwięzienia jej szefów, a w przeciwieństwie do Marcela Déata popierał przystąpienie Francji do wojny przeciwko „dwóm formom nowoczesnego barbarzyństwa: pangermanizmowi i bolszewizmowi”. Przed wybuchem wojny z Niemcami był jedynym zmobilizowanym przywódcą partii politycznej; na stanowisku sekretarza generalnego PPF zastąpił go w styczniu 1940 r. Victor Barthélémy.

## Okupacja niemiecka
22 czerwca 1941 r. partia została reaktywowana w nieokupowanej części Francji, tzw. Francji Vichy. Zaatakowała ona głoszoną przez marszałka Philippe’a Pétaina rewolucję narodową (révolution nationale) za konserwatyzm i „ciasny” nacjonalizm oraz demaskowała bierną „kolaborację”, jako w istocie i w intencji antyniemiecką. J. Doriot podjął aktywną politykę kolaboracji z Niemcami, zwaną „kolaboracjonizmem”. Była ona motywowana antybolszewizmem oraz „internacjonalistyczną” ideą włączenia się w budowę zjednoczonej pod przywództwem III Rzeszy, narodowo-socjalistycznej, uwolnionej od żydowskiej plutokracji i „judeomarksizmu”, Nowej Europy. Jednym z pierwszych działań PPF było powołanie w lipcu 1941 r., po wybuchu wojny niemiecko-sowieckiej, Legionu Ochotników Francuskich przeciw Bolszewizmowi (Légion des Volontaires Français contre le Bolchevisme, LVF); J. Doriot – obok innych przywódców ugrupowań kolaboranckich – wszedł do Centralnego Komitetu LVF. Pomoc uzyskiwana od Niemców pozwoliła na zwiększenie aktywności partii, dzięki czemu osiągnęła ona w szczytowym okresie liczebność nawet do 300 tys. członków.
Podczas tego okresu w programie partii coraz bardziej uwypuklany stał się antysemityzm. W 1941 r. Doriot napisał w piśmie „Au pilori”: Żyd nie jest człowiekiem. To cuchnąca bestia. Ta jawnie antysemicka ideologia była manifestowana przez bojówki PPF (Gardes françaises przeformowane z Service d’Ordre), które uczestniczyły w przemocy wobec Żydów we Francji i Północnej Afryce oraz w akcji ich deportacji do niemieckich obozów koncentracyjnych. Członkowie PPF wstępowali także do francuskich oddziałów Gestapo i paramilitarnej Milice Francaise, założonej przez działacza PPF Josepha Darnanda. Uczestniczyli oni w biciu, torturowaniu i masowych egzekucjach Żydów i politycznych przeciwników nazistów. Po objęciu stanowiska premiera przez Pierre’a Lavala 18 kwietnia 1942 r. i prowadzeniu przez niego polityki zbliżenia do III Rzeszy, PPF przestała odgrywać dla Niemców tak użyteczną rolę, jak dotychczas. W rezultacie została politycznie zmarginalizowana, chociaż nie zaprzestała całkowicie działalności.
Przed wyzwoleniem Francji przez aliantów PPF zaprzestała działać jako partia polityczna, natomiast uwaga jej przywódców i wielu członków skupiła się na współudziale w wysiłku wojennym Niemiec. J. Doriot po walkach w szeregach LVF, a następnie Waffen-SS Französische SS-Freiwilligen-Grenadier-Regiment (w 1943 r. za odwagę został odznaczony Krzyżem Żelaznym), uciekł do Niemiec, gdzie został członkiem tzw. rządu Vichy na wygnaniu z siedzibą w Sigmaringen. 22 lutego 1945 r. w mundurze SS został zabity w wyniku ostrzału alianckiego w rejonie Mengen, k. Wirtembergii podczas podróży samochodem.